# 呂羅漢
吕罗汉（？—482年），东平郡寿张县（今山东省梁山县西北）人，南北朝北魏军事人物，吕温之子。

## 生平
吕罗汉年轻时就因军事才能闻名。父亲出任秦州司马时，吕罗汉也随行前往。太延五年（439年），仇池的杨难当率领数万士兵进攻上邽，秦州的百姓也有很多人响应。镇将元意头（元勿头）知道吕罗汉擅长射箭，便与他一同登上西城楼，让吕罗汉射杀杨难当的将领及士兵二十三人，吕罗汉每射一箭都能将敌人射杀。吕罗汉请求出战，得到元意头的同意，率领一千多骑兵出征。他率军突袭杨难当的军队，斩杀了杨难当身边的八名骑兵。杨难当撤退到仇池后，元意头向魏太武帝禀报了此事，吕罗汉被太武帝召见，任命为羽林中郎。上邽的休官吕丰以及屠各的王飞廉（王飞鹿）等八千多家发动叛乱，吕罗汉率领一千骑兵讨伐叛乱，将他们擒获。太平真君十一年（450年），他跟随太武帝南征刘宋，参与进攻悬瓠，与琅邪王司马楚之一同进行招抚，使九千多户投降。进军盱眙时，接连击败宋军，擒获顾俨、李观之等人。因功转任羽林中郎、幢将，被授予乌程子爵位，加授建威将军。452 年（承平元年），南安王拓跋余即位后，吕罗汉负责宫中宿卫。同年（兴安元年），魏文成帝即位，吕罗汉因有拥立之功，仍任幢将，转任少卿，晋升为野王侯，加授龙骧将军。后被任命为司卫监，又转任散骑常侍、殿中尚书，晋升为山阳公，加授镇西将军。皇兴四年（470年），柔然入侵，魏献文帝率军征讨，吕罗汉与南平公拓跋目辰一同担任都督中外军事。后来，吕罗汉出任镇西将军、秦益二州刺史。延兴三年（473年），武都氐人杨文度发动叛乱，进攻骆谷，镇将吴保元败逃至百顷，向吕罗汉求援。吕罗汉在长孙观麾下率军进击武都氐人，斩杀其首领，击退叛军。之后，泾州的张羌郎煽动陇东百姓，聚集一千多人发动叛乱，吕罗汉率领一千士兵讨伐并擒获了张羌郎。当时，仇池的氐人和羌人的反抗持续不断，蛩廉、符祈等人接受了南朝宋的官爵和铁券。略阳公伏阿奴担任都将，与吕罗汉一同前往讨伐，生擒了蛩廉、符祈等人。吕罗汉被召回平城，任命为内都大官，负责受理百姓的诉讼，审理刑事案件，他的判决大多合情。太和六年（482年），在任上去世，谥号为庄公。

## 子女
- 呂興祖（? - 500年），長子，袭爵山陽公、後改为山陽侯
- 呂伯慶，官至中散、咸陽王元禧的郎中令
- 呂世興，官至校書郎